# Nelson Angelo
Nelson Angelo de son vrai nom Nelson Cavalcanti Martins, né le 15 juin 1949 à Belo Horizonte (État du Minas Gerais, Brésil), est un auteur-compositeur-interprète, arrangeur musical, producteur de musique brésilien.
Il expérimente une multitude de musiques originelles brésiliennes souvent associées aux danses traditionnelles de son pays. C’est peut-être de ce fait que l’on trouve peu d’œuvres à son actif puisqu’il paraît privilégier la recherche musicale.
On lui doit ainsi des étrangetés comme sa musique rythmique puisée aux sources afro-brésiliennes du jazz et destinée à une chanson pour France Gall en 1970, Zozoï (paroles de Robert Gall). Totalement ignorée à l’époque, cette chanson est reconnue aujourd’hui comme une expression originale du jazz tropical. Réédition en 2003 en single vinyle réf. IRP-3 par Jazzman Records (en écoute).

## Discographie

### Albums
- 1975 : Nana Vasconcelos, Nelson Angelo Novelli, 1 33 tours LP, Disque Saravah 10044
- 2002 : Mar de Mineiro  : Parcerias Com Cacaso, Nelson Angelo, 1 CD Luanda Brasil
- 2003 : Cateretê, Nelson Angelo, durée 51 minutes, 1 CD Adventure Music.
  - Paroles et musique de Nelson Angelo sauf « Your Hands » composé par Antonio Maria et Pernambuco :

1. Vera’s Frero
2. Cateretê
3. Radio Universal Pedal
4. Dona Maria
5. Delirios do Mar Nelson Angelo
6. Ligerinho
7. Trombone
8. Your Hands

- 2008 : O Maravilhoso Mundo Musical de Nelson Angelo : Tempos Diferentes, 1 CD Dubas Musica Brasil
- 2009 : Minas em Meu Coração, Nelson Angelo, 1 CD Dubas Musica Brasil

### Compilations
- 2002 : Joyce & Nelson Angelo, 1 CD Odeon EMI
- 2006 : Clube Moderno - Esquina do Mundo, 1 CD Dubas Musica Brasil

## Cinématographie
- 1971 : A Culpa (The Fault) de Domingos de Oliveira : BO
- 1971 : O Capitão Bandeira Contra o Doutor Moura Brazil d’Antônio Calmon : BO
- 2006 : Pé na Jaca, série télévisée, épisode 1 : auteur-compositeur de la chanson Fazenda, interprétée par Milton Nascimento